# Trefärgad snårsparv
Trefärgad snårsparv (Atlapetes tricolor) är en fågel i familjen amerikanska sparvar inom ordningen tättingar.

## Utseende
Trefärgad snårsparv är en knubbig snårsparv med smutsgul undersida och mörkt brunaktig ovansida. Hjässan är gul. Den kan förväxlas med gulbröstad snårsparv, men denna ses på högre höjder och har en mer bjärt färgad roströd hjässa. Könen är lika.

## Utbredning och systematik
Trefärgad snårsparv förekommer enbart i centrala Peru, från La Libertad söderut till Junín och Cusco. Chocósnårsparv (Atlapetes crassus) behandlades tidigare ofta som en underart till trefärgad snårsparv.

### Familjetillhörighet
Tidigare fördes de amerikanska sparvarna till familjen fältsparvar (Emberizidae) som omfattar liknande arter i Eurasien och Afrika. Flera genetiska studier visar dock att de utgör en distinkt grupp som sannolikt står närmare skogssångare (Parulidae), trupialer (Icteridae) och flera artfattiga familjer endemiska för Karibien.

## Levnadssätt
Trefärgad snårsparv hittas i bergsskogar på mellan 1600 och 2500 meters höjd. Den ses i par eller smågrupp som födosöker i skogens nedre skikt, i skogsbryn och snår, ofta klättrande runt ett par meter ovan mark.

## Status och hot
Arten har ett stort utbredningsområde, men tros minska i antal, dock inte tillräckligt kraftigt för att den ska betraktas som hotad. Internationella naturvårdsunionen IUCN listar arten som livskraftig (LC).